# Blue Mountain State/Episodenliste
Diese Episodenliste enthält alle Episoden der US-amerikanischen Fernsehserie Blue Mountain State, sortiert nach der US-amerikanischen Erstausstrahlung. Zwischen 2010 und 2011 entstanden in drei Staffeln 39 Episoden mit einer Länge von jeweils etwa 21 Minuten.

## Übersicht
| Staffel | Episodenanzahl | Erstausstrahlung USA | Erstausstrahlung USA | Deutschsprachige Erstausstrahlung | Deutschsprachige Erstausstrahlung |
| Staffel | Episodenanzahl | Staffelpremiere      | Staffelfinale        | Staffelpremiere                   | Staffelfinale                     |
| ------- | -------------- | -------------------- | -------------------- | --------------------------------- | --------------------------------- |
| 1       | 13             | 11. Januar 2010      | 30. März 2010        | 18. April 2010                    | 4. Juli 2010                      |
| 2       | 13             | 16. Oktober 2010     | 19. Januar 2011      | 9. Juli 2011                      | 28. August 2011                   |
| 3       | 13             | 21. September 2011   | 30. November 2011    |                                   |                                   |

## Staffel 1
Die Erstausstrahlung der ersten Staffel war vom 11. Januar bis zum 30. März 2010 auf dem US-amerikanischen Fernsehsender Spike zu sehen. Die deutschsprachige Erstausstrahlung sendete der deutsche Fernsehsender MTV vom 18. April bis zum 4. Juli 2010.
| Nr. (ges.) | Nr. (St.) | Deutscher Titel      | Originaltitel                  | Erstausstrahlung USA | Deutschsprachige Erstausstrahlung (D) | Regie             | Drehbuch                     |
| ---------- | --------- | -------------------- | ------------------------------ | -------------------- | ------------------------------------- | ----------------- | ---------------------------- |
| 1          | 1         | Anfangswoche         | It’s Called Hazing, Look It Up | 11. Jan. 2010        | 18. Apr. 2010                         | Brian Robbins     | Eric Falconer & Chris Romano |
| 2          | 2         | Verlobungsring       | Promise Ring                   | 12. Jan. 2010        | 25. Apr. 2010                         | Lev L. Spiro      | Eric Falconer & Chris Romano |
| 3          | 3         | Taschenmuschi        | Pocket Pussy                   | 19. Jan. 2010        | 2. Mai 2010                           | Brian Robbins     | Eric Falconer & Chris Romano |
| 4          | 4         | Derby                | Rivalry Weekend                | 26. Jan. 2010        | 9. Mai 2010                           | Lev L. Spiro      | Eric Falconer & Chris Romano |
| 5          | 5         | Reserve der Reserve  | There’s Only One Second Best   | 2. Feb. 2010         | 18. Apr. 2010                         | Jeff Melman       | Drew Hancock & J.D. Ryznar   |
| 6          | 6         | Teamaufbau-Olympiade | The Drug Olympics              | 9. Feb. 2010         | 23. Mai 2010                          | Clark Mathis      | Eric Falconer & Chris Romano |
| 7          | 7         | Der „Goldene Arm“    | The Legend of the Golden Arm   | 16. Feb. 2010        | 30. Mai 2010                          | John Fortenberry  | Brian Burns                  |
| 8          | 8         | Campuskrieg          | LAX                            | 23. Feb. 2010        | 8. Juni 2010                          | Clark Mathis      | Chip Hall                    |
| 9          | 9         | Zwischenprüfungen    | Midterms                       | 2. März 2010         | 18. Mai 2010                          | Ken Whittingham   | Drew Hancock & J.D. Ryznar   |
| 10         | 10        | Marathon Monday      | Marathon Monday                | 9. März 2010         | 13. Juni 2010                         | Jay Chandrasekhar | Chip Hall                    |
| 11         | 11        | Schwiegersohn Alex   | Ransom                         | 16. März 2010        | 20. Juni 2010                         | Clark Mathis      | Chip Hall                    |
| 12         | 12        | Drogentests          | Piss Test                      | 23. März 2010        | 27. Juni 2010                         | John Fortenberry  | Drew Hancock & J.D. Ryznar   |
| 13         | 13        | Endspiel             | Bowl Game                      | 30. März 2010        | 4. Juli 2010                          | Jeff Melman       | Brian Burns                  |

## Staffel 2
Die Erstausstrahlung der zweiten Staffel war vom 16. Oktober 2010 bis zum 19. Januar 2011 auf dem US-amerikanischen Fernsehsender Spike zu sehen. Die deutschsprachige Erstausstrahlung sendete der deutsche Fernsehsender MTV vom 9. Juli bis zum 28. August 2011.
| Nr. (ges.) | Nr. (St.) | Deutscher Titel      | Originaltitel | Erstausstrahlung USA | Deutschsprachige Erstausstrahlung (D) | Regie             | Drehbuch                     |
| ---------- | --------- | -------------------- | ------------- | -------------------- | ------------------------------------- | ----------------- | ---------------------------- |
| 14         | 1         | Der Fingeransatz     | The Fingering | 16. Okt. 2010        | 9. Juli 2011                          | Lev L. Spiro      | Eric Falconer & Chris Romano |
| 15         | 2         | Controversy          | Controversy   | 20. Okt. 2010        | 17. Juli 2011                         | Lev L. Spiro      | Drew Hancock                 |
| 16         | 3         | Wiedergeboren        | Born Again    | 27. Okt. 2010        | 10. Juli 2011                         | Fred Savage       | J.D. Ryznar                  |
| 17         | 4         | Zahlen für das Spiel | Pay for Play  | 3. Nov. 2010         | 24. Juli 2011                         | Fred Savage       | Chip Hall                    |
| 18         | 5         | Schwanger            | Pregnant      | 10. Nov. 2010        | 31. Juli 2011                         | Rob Schrab        | Heather Flanders             |
| 19         | 6         | Loser                | Nerds         | 17. Nov. 2010        | 7. Aug. 2011                          | Clay Weiner       | Drew Hancock                 |
| 20         | 7         | Debra                | Debra         | 1. Dez. 2010         | 7. Aug. 2011                          | Clay Weiner       | J.D. Ryznar                  |
| 21         | 8         | Visionsreise         | Vision Quest  | 8. Dez. 2010         | 14. Aug. 2011                         | Clark Mathis      | Drew Hancock                 |
| 22         | 9         | Der Dachs            | The Badger    | 22. Dez. 2010        | 14. Aug. 2011                         | Rob Schrab        | Kristofor Brown              |
| 23         | 10        | Hockey               | Hockey        | 29. Dez. 2010        | 21. Aug. 2011                         | John Fortenberry  | Chip Hall                    |
| 24         | 11        | Ausnüchterungszelle  | Drunk Tank    | 5. Jan. 2011         | 21. Aug. 2011                         | Jay Chandrasekhar | Drew Hancock                 |
| 25         | 12        | Falsches Spiel       | Trap Game     | 12. Jan. 2011        | 28. Aug. 2011                         | John Fortenberry  | Kristofor Brown              |
| 26         | 13        | Aufstand             | Riot          | 19. Jan. 2011        | 28. Aug. 2011                         | Jay Chandrasekhar | Ryan Ridley                  |

## Staffel 3
Die Erstausstrahlung der dritten Staffel war vom 17. September bis zum 30. November 2011 auf dem US-amerikanischen Fernsehsender Spike zu sehen. In Deutschland ist die letzte Staffel seit Juni 2015 auf Netflix verfügbar.
| Nr. (ges.) | Nr. (St.) | Deutscher Titel      | Originaltitel  | Erstausstrahlung USA | Deutschsprachige Erstausstrahlung (D) | Regie             | Drehbuch                                           |
| ---------- | --------- | -------------------- | -------------- | -------------------- | ------------------------------------- | ----------------- | -------------------------------------------------- |
| 27         | 1         | Schwanzbilder        | Dic Pics       | 17. Sep. 2011        | Juni 2015                             | John Fortenberry  | J.D. Ryznar                                        |
| 28         | 2         | Der Captain          | The Captain    | 21. Sep. 2011        | Juni 2015                             | Clark Mathis      | Eric Falconer                                      |
| 29         | 3         | Thads Rückkehr       | Thad’s Back    | 28. Sep. 2011        | Juni 2015                             | Clark Mathis      | Heather Flanders                                   |
| 30         | 4         | Der Höhepunkt        | The Peak       | 5. Okt. 2011         | Juni 2015                             | Jay Chandrasekhar | Drew Hancock                                       |
| 31         | 5         | Der Trainingstag     | Training Day   | 12. Okt. 2011        | Juni 2015                             | Eric Appel        | Heather Flanders                                   |
| 32         | 6         | Stromausfall         | Blackout       | 19. Okt. 2011        | Juni 2015                             | John Fortenberry  | Kristofor Brown                                    |
| 33         | 7         | Aberglaube           | Superstition   | 26. Okt. 2011        | Juni 2015                             | Jay Chandrasekhar | Kristofor Brown                                    |
| 34         | 8         | Lustige Fakten       | Fun Facts      | 2. Nov. 2011         | Juni 2015                             | Eric Appel        | J.D. Ryznar                                        |
| 35         | 9         | Das G-Wort           | The C-Word     | 5. Nov. 2011         | Juni 2015                             | Dean Holland      | Chris Romano                                       |
| 36         | 10        | Eine Woche           | One Week       | 9. Nov. 2011         | Juni 2015                             | Dean Holland      | Ryan Ridley                                        |
| 37         | 11        | Die Todesstrafe      | Death Penalty  | 16. Nov. 2011        | Juni 2015                             | Eric Appel        | Drew Hancock                                       |
| 38         | 12        | Das Maisfeld, Teil 1 | Corn Field (1) | 30. Nov. 2011        | Juni 2015                             | Alex Winter       | Kristofor Brown & Chris Romano Idee: Eric Falconer |
| 39         | 13        | Das Maisfeld, Teil 2 | Corn Field (2) | 30. Nov. 2011        | Juni 2015                             | Alex Winter       | Kristofor Brown & Chris Romano Idee: Eric Falconer |